# Arrondissement Cayenne
Cayenne is een van de drie arrondissementen in het Franse overzees departement Frans-Guyana.
De onderprefectuur is Cayenne. Cayenne grenst aan, met de wijzers van de klok mee, de Atlantische Oceaan, het arrondissement Saint-Georges en het arrondissement Saint-Laurent-du-Maroni.

## Geografie
Door het arrondissement Cayenne stromen onder meer de Mahury, de Comté en de Cayenne.
Het binnenland van het arrondissement kent geen netwerk van verharde wegen. Wel is er onder meer de luchthaven Cayenne-Félix Eboué.
Het arrondissement was verdeeld in kantons. In 2015 zijn de kantons afgeschaft. In 2022 werd het arrondissement Saint-Georges afgesplitst van het arrondissement Cayenne.

## Gemeenten
Het arrondissement is samengesteld uit de volgende 10 gemeenten:
| Nr. | Gemeente               | Inwoners | Oppervlakte  |
| --- | ---------------------- | -------- | ------------ |
| 13  | Roura                  | 3.409    | 3.902,50 km² |
| 14  | Saint-Élie             | 241      | 5.680,00 km² |
| 15  | Iracoubo               | 1.707    | 2.762,00 km² |
| 16  | Sinnamary              | 2.830    | 1.340,00 km² |
| 17  | Kourou                 | 24.612   | 2.160,00 km² |
| 18  | Macouria               | 18.847   | 377,50 km²   |
| 19  | Montsinéry-Tonnegrande | 3.295    | 600,00 km²   |
| 20  | Matoury                | 34.810   | 137,19 km²   |
| 21  | Cayenne                | 63.468   | 23,60 km²    |
| 22  | Remire-Montjoly        | 27.274   | 46,11 km²    |

| Kaart                           |
| ------------------------------- |
|                                 |
| Arrondissement Cayenne (oranje) |